# José Fedor Rey
José Fedor Rey Álvarez alias Javier Delgado (Cali, 1 de diciembre de 1951-Palmira, 30 de junio de 2002) fue un guerrillero colombiano: primero de las FARC (1979-1981) y luego del Ricardo Franco (1982-1988). Fue comandante del movimiento Ricardo Franco, grupo de disidencias de las FARC-EP  y responsable de la Masacre de Tacueyó (Cauca), y por la que se ganó el apodo de "Monstruo de los Andes".

## Biografía
En el colegio se hizo líder estudiantil y a los 15 años ingresó a la Juventud Comunista (JUCO).

### Militancia en las FARC-EP
Antes de terminar la secundaria se instaló en Bogotá donde formaba parte de un grupo de apoyo de las Fuerzas Armadas Revolucionarias de Colombia (FARC). Sus tareas eran las de mensajero, desde 1973. Llevaba recados y encomiendas desde la ciudad, hasta los frentes del campo. Es en esa época cuando cambió su nombre por el de 'Javier Delgado'. En 1979 entró como guerrillero a un frente  de las FARC en Caquetá,  y se convirtió en hombre de confianza y finanzas de Jacobo Arenas. Sus compañeros de entonces lo describieron como un hombre huraño, prepotente, y malo para andar en el monte, por lo que fue enviado nuevamente a Bogotá. Continuó en las FARC hasta 1981, cuando, en la VII Conferencia de esa organización Delgado propugnó por abrir un frente urbano, al estilo del M-19. Meses después fue acusado de divisionista y expulsado de las FARC-EP. Se fue, pero antes se llevó una suma cercana al millón de dólares.

### Comandante del Comando Ricardo Franco
Fue en 1982 cuando creó el Comando Ricardo Franco. Varios militantes de las FARC-EP llegaron al Ricardo Franco. Javier Delgado asumió la comandancia del grupo con Hernando Pizarro Leongómez, el segundo al mando en su grupo. Las FARC-EP decidieron buscarlo como desertor, por el robo del dinero,  por sus ultrajes, y bajo la acusación de aliarse con el Ejército Nacional para acabar con la guerrilla y con la Unión Patriótica. Además se le acusó tiempo después por otras guerrillas de ser un infiltrado de la Agencia Central de Inteligencia (CIA).

### La masacre de Tacueyó
Entre noviembre de 1985 y enero de 1986, ante el temor de encontrar infiltrados en sus filas, 'Javier Delgado' y Hernando Pizarro ordenaron detener a 164 de sus guerrilleros, a los cuales torturaron brutalmente con el objetivo de hacerlos confesar su traición. Tal sería la crueldad de su procedimiento de indagatoria, que este episodio de Tacueyó también se ha conocido mundialmente como uno de los peores casos de paranoia colectiva tras el uso de la violencia. Sus hombres terminaron confesando ser supuestos miembros de la CIA, del Ejército Nacional o del Departamento Administrativo de Seguridad (DAS). La gran mayoría de estos hombres solo eran campesinos analfabetas, e incluso niños, aunque se sabe que algunos de ellos eran estudiantes universitarios. Aplicando la llamada "Justicia Revolucionaria" los amarraron de manos y pies, a algunos enterraron vivos, a otros les abrieron el pecho aún vivos para sacarles el corazón y a mujeres embarazadas, el vientre para separarlas de sus hijos. Estas y otras graves torturas fueron documentadas por la prensa invitada por  Javier Delgado y denunciadas por el Movimiento 19 de abril (M-19).
La masacre de Tacueyó hizo que Delgado se ganara el apelativo de "Monstruo de los Andes" y también le valió su expulsión de la Coordinadora Nacional Guerrillera. El exterminio de sus propios hombres y los golpes del Ejército Nacional y de las FARC-EP provocó el fin del Comando Ricardo Franco. 'Javier Delgado' pasó a trabajar en el Cartel de Cali.
El periodista Raúl Benoit afirmó que Javier Delgado colaboraba con los servicios secretos del Ejército Nacional de Colombia. La Comisión de la Verdad no descarta esta hipótesis.

## Condena
El Juzgado 1.º Superior de Santander, en el departamento del Cauca, ordenó la captura de Rey Álvarez el 24 de noviembre de 1986. Las autoridades colombianas no pudieron encontrarlo para arrestarlo entonces, se le emplazó y fue cuando el Juzgado 8.º de Instrucción Criminal con sede en Caloto, (Cauca), lo declaró persona ausente y le designó un abogado. El 6 de mayo de 1994, la Fiscalía Regional de Cali ordenó su detención preventiva y arresto por rebelión y homicidio agravado.

## Captura y muerte
José Fedor Rey Álvarez fue capturado en Cali el 8 de febrero de 1995, en medio de un operativo contra el Cartel de Cali, organización para la que finalmente terminó trabajando. Rindió indagatoria en varias sesiones y solicitó la celebración de sentencia anticipada en la que la Fiscalía Regional le acusó de los delitos de rebelión y de homicidio agravado de 144 personas. Rey Álvarez, alias Javier Delgado, aceptó los cargos.
Fue condenado a 19 años de prisión por rebelión y los asesinatos de la masacre de Tacueyó. No obstante, no pudo cumplir su condena porque el 30 de junio de 2002 fue asesinado presuntamente por un comando de las FARC-EP en la cárcel de Palmira. Fue encontrado ahorcado en su celda. Las FARC aceptaron su asesinato.
En 2020, en un comunicado de la Jurisdicción Especial Para la Paz (JEP), el secretariado de las FARC-EP reconocieron ante la Sala de Reconocimiento de Verdad y Responsabilidad (SRVR), asumió la responsabilidad del homicidio de José Fedor Rey.